# Martin Bucer

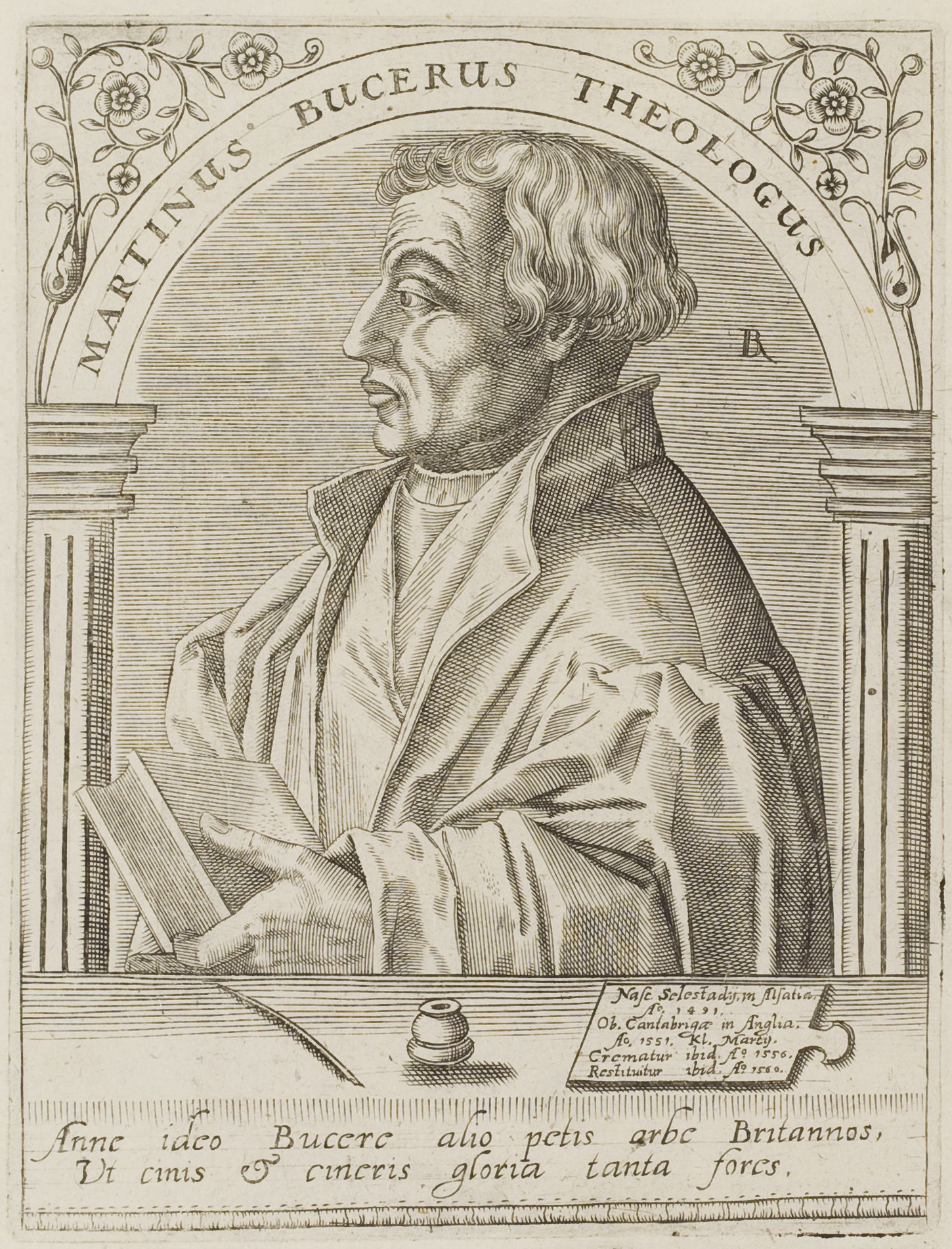
Martin Bucer. Porträtt från Icones quinquaginta vivorum av Jean-Jacques Boissard (1560).

Martin Bucer (eller Butzer), född 11 november 1491 i Schlettstadt i Elsass, död 28 februari 1551 i Cambridge, var en sydtysk reformator. 
Bucer var son till fattiga föräldrar och gick 1506 motvilligt in i dominikanorden, då han såg det som enda utvägen att få ägna sig åt studier. Hans humanistiska sympatier, som grundlagts redan under skoltiden och befästs under studietiden (från 1517) vid Heidelbergs universitet, där han avlade de akademiska examina, ledde tidigt till en konflikt med orden. 
Sedan han av Luther, redan vid dennes första uppträdande, vunnits för reformationens idéer, skärptes konflikten ytterligare och medförde att han 1520 utträdde ur orden. Sedan han därefter under kortare tider verkat på olika platser, begav han sig 1523 till Strassburg, där han på olika, allt inflytelserikare poster blev den främsta drivande kraften i ett vittomfattande reformationsarbete. Han stannade i Strassburg ända till 1549, då han på grund av oenighet med rådet om det augsburger-interim, som han kraftigt motsatte sig, entledigades från sina befattningar. 
Han antog nu, liksom medarbetaren Fagius, en kallelse till England. Ärkebiskopen Cranmer hade redan flera gånger bjudit in honom, då han som överhuvud hörde till de från olika håll mest rådfrågade och mest internationellt verksamma av reformationstidens män. Hans vistelse där blev kort, men han hann dock utveckla en synnerligen betydelsefull verksamhet, framför allt som lärare vid universitetet i Cambridge, där han också är begraven. 
Strax före sin död hade han i det omfångsrika och betydande arbetet, De regno Christi, skrivet på uppmaning av kung Edvard VI, givit en samlad framställning av sin åskådning. Bucer är mest bekant såsom reformationstidens ivrigaste och outtröttligaste unionskämpe och kompromissarius, en "endräktens fanatiker". Få har så länge som han bibehållit tron på och så ivrigt deltagit i olika unionsförhandlingar mellan protestanter och katoliker. 
Framför allt strävade han att få en förståelse till stånd mellan den tyska och den schweiziska protestantismen, varvid den sydtyska, av Bucers inflytande präglade, lutherdomen skulle utgöra förmedlingslänken. Den stora tvistefrågan var nattvardsläran, och Bucer gjorde år efter år allt för att finna en formel, som alla kunde acceptera. 1536, då han lyckats vinna såväl Luthers som sydtyskarnas bifall till den av honom och Melanchthon författade Wittenbergska konkordin, verkade han vara nära målet, då allt åter strandade på schweizarnas bestämda vägran att ansluta sig till denna i själva verket väsentligen rent lutherska bekännelse. 
Bucers unionssträvanden utgick utan tvivel från övertygelse och ärligt uppsåt. Han använde sig dock av obestämda och ofta rent tvetydiga formler, samt även av intriger, vilket till slut fick motsatt verkan. Han ådrog sig misstro, vilket till stor del bidragit till att även för eftervärlden fördunkla hans verkliga betydelse.  
Han var inte enbart en framstående lokal reformator, utan även representant för en i viss mån självständig utgestaltning av Luthers reformatoriska tankar vid sidan av den av Melanchthon givna. Och denna butzersk-lutherska typ, inte främst den zwingliska, verkar vara den som, fördjupad och med större energi genomförd, går igen i Calvins åskådning och därigenom vunnit världshistorisk betydelse. Ett uttryck för grunddragen i Bucers lärosätt kan man finna i den av honom och Capito författade Confessio tetrapolitana - den särskilda bekännelse, som av Strassburg och tre andra sydtyska städer ingavs till riksdagen i Augsburg 1530.